# Кара-Мурза, Владимир Владимирович
Влади́мир Влади́мирович Кара́-Мурза́ (род. 7 сентября 1981, Москва) — российский оппозиционный политик, журналист, публицист, документалист.
Кара-Мурза начал карьеру журналиста в конце 1990-х годов, работал с рядом ключевых российских и международных СМИ, с 2004 по 2012 год — руководитель бюро телеканала RTVi в Вашингтоне. Автор и режиссёр документальных фильмов «Они выбирали свободу» и «Немцов». В 2024 году за колонки в The Washington Post получил Пулитцеровскую премию в номинации «За комментарий».
Также в конце 1990-х годов Кара-Мурза начал карьеру политика. Близкий соратник Бориса Немцова. До 2008 года состоял в партии «Союз правых сил». Член бюро движения «Солидарность» с 2008 года. В 2012 году был избран в Координационный совет российской оппозиции, с 2012 по 2015 год занимал руководящие посты в Партии народной свободы. С 2016 по 2021 год — вице-председатель фонда «Открытая Россия» Михаила Ходорковского.
Кара-Мурза сыграл ключевую роль в продвижении принятия в США Закона Магнитского (2012), затем работал над распространением аналогичных актов в других странах. Активно взаимодействовал с Конгрессом США и Европарламентом, настаивая на расширении санкций против российских официальных лиц.
Кара-Мурза неоднократно подвергался преследованиям со стороны российских властей. В 2015 и 2017 годах он дважды пережил серьёзные отравления, которые он и ряд расследователей считают попытками убийства. 22 апреля 2022 года Минюст России внёс Кара-Мурзу в список физических лиц — «иностранных агентов». 17 апреля 2023 года приговорён к 25 годам лишения свободы по обвинению в государственной измене, «закону о фейках» и в сотрудничестве с «нежелательной организацией». Организация Amnesty International признала его узником совести. 1 августа 2024 года освобождён в рамках обмена заключёнными между Россией и Западом.

## Ранняя жизнь
Родился 7 сентября 1981 года в Москве в семье потомственных историков и журналистов. Отец — тележурналист Владимир Кара-Мурза (1959—2019), мать — Елена Гордо́н, искусствовед, работала в Пушкинском музее и переводчицей.
Кара-Мурза учился во «французской» спецшколе № 1216 в Москве. Посещал музыкальную школу по классу кларнета, в юности раздумывал о карьере музыканта.
В 1997 году его мать по работе переехала в Великобританию, забрав с собой сына. В 2003 году Кара-Мурза получил степени бакалавра и магистра искусств по истории в колледже Тринити Холл Кембриджского университета. Одной из главных его тем в Кембридже была история советского диссидентского движения. Дипломная работа была посвящена Государственной думе Российской империи.

## Журналистская карьера
Отец Кара-Мурзы был одним из основателей НТВ, поэтому он с детства бывал в «Останкине» и в Госдуме. В журналистике с 16 лет. Работал собственным корреспондентом в Лондоне для газеты «Новые Известия» (1997—2000) и «Коммерсантъ» (2000—2004). В 2002 году был главным редактором делового журнала Russian Investment Review. Во время обучения и работы в Англии получил британское гражданство.

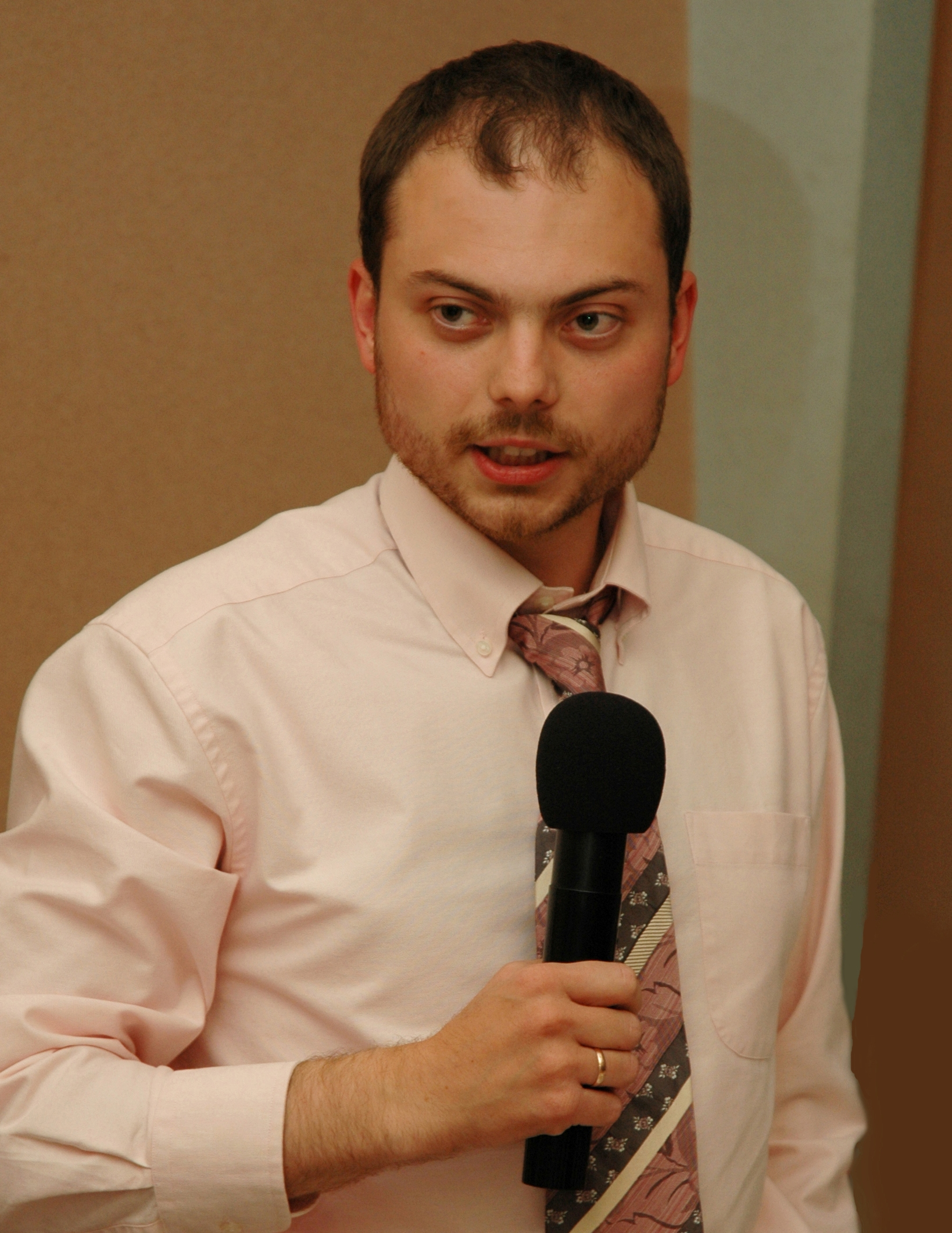
Владимир Кара-Мурза в 2005 году

В 2004—2012 годах — руководитель бюро телекомпании RTVi в Вашингтоне, США. Единственным из российских журналистов снял вручение министру финансов РФ Алексею Кудрину судебной повестки по «делу ЮКОСА», в 2011 году первым взял телевизионное интервью у предпринимателя Сергея Колесникова, рассказавшего о «дворце Путина» в Геленджике.
В 2011 году была представлена книга Владимира Кара-Мурзы «Реформы или революция: к истории попытки образовать ответственное министерство в I Государственной Думе».

#### Увольнение с RTVi и «запрет на профессию» (2012)
Весной 2012 года контроль над RTVi перешёл от Владимира Гусинского к бывшему руководителю государственного медиахолдинга «Звезда» Руслану Соколову. Новое руководство телеканала уволило Кара-Мурзу с 1 сентября, однако уже 12 июля его журналистская аккредитация была аннулирована распоряжением посла России в США Сергея Кисляка. Пресс-секретарь посольства Евгений Хоришко объяснил это решение тем, что Кара-Мурза больше «не является журналистом».
По информации, которую получил Борис Немцов, «указание уволить Кара-Мурзу отдал лично первый заместитель главы администрации президента Алексей Громов. Тот же Громов предупредил все СМИ, включая и, на первый взгляд, независимые, о том, что во избежание неприятностей журналиста Кара-Мурзу на работу лучше не брать. В итоге мы имеем дело с первым в истории страны случаем полного запрета на профессию для нашего товарища». Наличие «чёрного списка» подтвердил и сам Кара-Мурза: «Все до одного медийные руководители, с которыми я общался (некоторые из них до недавнего времени сами предлагали сотрудничество), вежливо сказали, что сотрудничество сейчас невозможно. Причины назывались разные. Лишь один намекнул на некий „багаж“, связанный с моим именем». И Кара-Мурза, и Немцов связали «запрет на профессию» с активным участием журналиста в подготовке и продвижении «Закона Магнитского».

## Политическая деятельность

### Системная оппозиция (1999—2003)
В 1999—2001 годах — в партии «Демократический выбор России», в 2001—2008 годах — в «Союзе правых сил» (СПС). В 2000—2003 годах — советник председателя фракции СПС в Государственной думе РФ Бориса Немцова.
На выборах 7 декабря 2003 года — единый кандидат в депутаты Государственной думы от партий СПС и «Яблоко» в Чертановском избирательном округе № 204 Москвы. Во время кампании команда кандидата партии «Единая Россия» Владимира Груздева предпринимала попытки снять Кара-Мурзу с выборов; на его рекламных билбордах гасло освещение; в ходе теледебатов «по техническим причинам» отключился звук (или же систематически не предоставлялось слово); в день голосования были выявлены «карусели». В книге британского журналиста Эндрю Джека «Inside Putin’s Russia» Чертановский округ был приведён как пример манипуляций на российских выборах 2003 года. Согласно официальным результатам выборов, Груздев получил 149 069 голосов (53,78 %), Кара-Мурза — 23 800 голосов (8,59 %), кандидат КПРФ Сергей Серёгин — 18 992 голоса (6,85 %).

### Внесистемная оппозиция (с 2004)

#### Поддержка Владимира Буковского (2007)
В январе 2004 года стал соучредителем Комитета-2008: свободный выбор, который фактически прекратил существовать летом 2005 года. В мае 2007 года Кара-Мурза выступил инициатором выдвижения писателя и правозащитника Владимира Буковского кандидатом в президенты РФ от демократической оппозиции на выборах 2008 года. Автор «Обращения Инициативной группы», в котором, в частности, говорилось: «Оппозиции нужен свой кандидат в Президенты. Сильный, бескомпромиссный, решительный. С безупречным политическим и — что важнее — нравственным авторитетом. Известный и уважаемый в обществе. Не связанный ни с какими партиями и группами. Способный предложить стране честную программу демократических, правовых и социальных реформ. Нам нужен кандидат, которого смогут поддержать все демократические избиратели России. Такой кандидат есть. Его имя — Владимир Константинович Буковский».
С мая по декабрь 2007 года — координатор Инициативной группы по выдвижению Буковского, в состав которой входили академик РАН Юрий Рыжов, писатель Виктор Шендерович, публицист Андрей Пионтковский, адвокат Юрий Шмидт, правозащитник Александр Подрабинек, политолог Владимир Прибыловский и другие общественные деятели. В октябре 2007 года — один из организаторов «Митинга свободных людей» в поддержку кандидатуры Буковского на Триумфальной площади в Москве. На собрании группы избирателей в поддержку выдвижения Владимира Буковского кандидатом на пост президента РФ 16 декабря 2007 года, в котором приняли 823 человека (при необходимых 500), избран уполномоченным представителем группы в Центральной избирательной комиссии РФ. 22 декабря ЦИК РФ отказал Буковскому в регистрации.

#### «Солидарность» (с 2008)
На съезде СПС 17 декабря 2007 года Кара-Мурза был избран в состав Федерального политического совета. 29 сентября 2008 года написал заявление о выходе из партии в знак протеста против её вхождения в кремлёвский проект «Правое дело». На учредительном съезде Объединённого демократического движения «Солидарность» 13 декабря 2008 года избран членом Федерального политического совета. По итогам голосования занял 2-е место из 77 кандидатов, уступив только Борису Немцову.
10 марта 2010 года подписал обращение российской оппозиции «Путин должен уйти» (подпись № 4). С 2011 года — участник протестных акций, начинавшихся под лозунгом «За честные выборы!».

#### Закон Магнитского (2011)
С февраля по май 2011 года Кара-Мурза от имени российской оппозиции вёл в Конгрессе США переговоры «о расширении категорий лиц, подпадающих под действие визовых санкций» в рамках законопроекта «Об ответственности и верховенстве закона» имени Сергея Магнитского, предусматривающего запрет на въезд в США и замораживание финансовых активов в США для российских чиновников, ответственных за «грубые нарушения прав человека». Добился внесения в окончательный текст законопроекта ссылок на нарушения прав на свободу «самовыражения, союзов и собраний, а также права на справедливый суд и демократические выборы». Выступал в поддержку законопроекта на слушаниях в Конгрессе США и Европейском парламенте. В рамках продвижения «Закона Магнитского» проводил встречи с членами Конгресса США вместе с Борисом Немцовым, Михаилом Касьяновым и Гарри Каспаровым.
На объединительном съезде Республиканской партии России — Партии народной свободы (РПР-ПАРНАС) 16 июня 2012 года избран в состав Федерального политического совета.

В октябре 2012 года был избран в Координационный совет российской оппозиции, заняв 21-е место в общегражданском списке.
В августе 2013 года Кара-Мурза был зарегистрирован кандидатом в депутаты Ярославской областной думы в составе списка РПР-ПАРНАС, возглавляемого Борисом Немцовым, однако позже был снят с выборов на основании наличия двойного гражданства, которое он указал при подаче документов. Немцов пообещал, что снятие Кара-Мурзы будет оспорено в Европейском суде по правам человека (ЕСПЧ). В декабре 2013 года Кара-Мурза подал в ЕСПЧ жалобу на нарушение своего права на участие в выборах, заявив: «к сожалению, нам пришлось добраться до самого Страсбурга, чтобы доказать, что российские граждане имеют право баллотироваться на российских выборах». Жалоба была коммуницирована ЕСПЧ в мае 2017 года.

#### Первое отравление (2015)

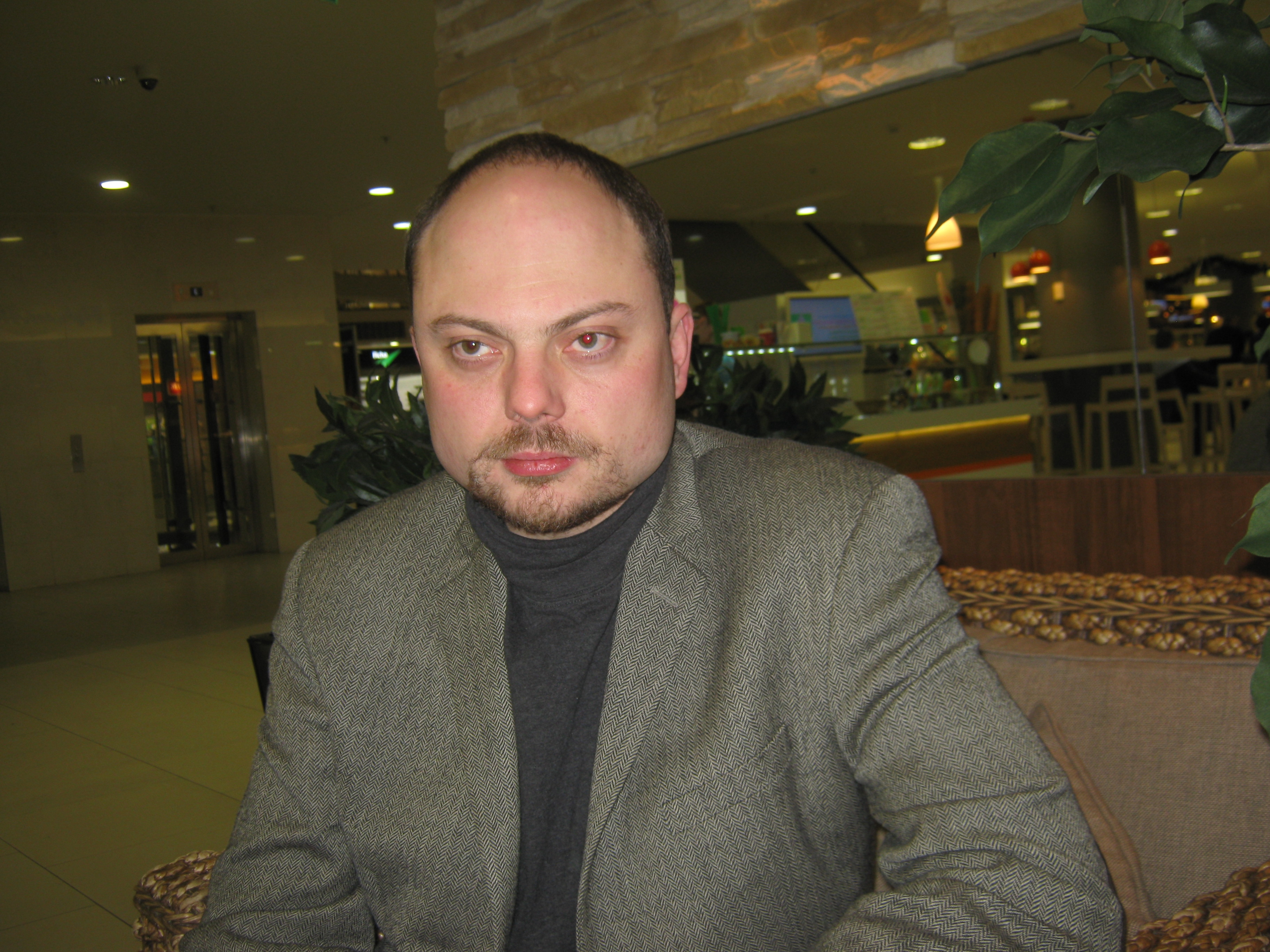
Владимир Кара-Мурза в январе 2015 года

26 мая 2015 года Кара-Мурза вместе с коллегой по партии РПР-ПАРНАС пообедал в одном из ресторанов в центре Москвы, а затем, в здании агентства «Россия сегодня», встретился с двумя другими коллегами. В ходе беседы с ними Кара-Мурзе внезапно стало плохо. Сначала у него ускорилось сердцебиение, затем началась рвота. Когда приехала скорая помощь, он уже практически не мог двигаться. Врачи сначала подумали, что у него случился инфаркт, но в конце концов был поставлен диагноз «острая почечная недостаточность на фоне интоксикации». Кара-Мурзу сначала госпитализировали в городскую клиническую больницы им. Давыдовского, а вечером того же дня перевезли в кардиологическую клинику им. Бакулева, где начали готовить к операции. По словам адвоката Кара-Мурзы Вадима Прохорова, в больницу приехал известный кардиохирург Михаил Алшибая, который со словами «Что вы делаете? Сердце в порядке, это же отравление!» остановил операцию. Было решено отправить пациента в 1-ю городскую больницу имени Пирогова. 27 мая Кара-Мурза был госпитализирован в Первую градскую больницу. У Кара-Мурзы стали отказывать лёгкие, сердце, почки, печень. 28 мая его из кардиологического отделения перевели в 6-е отделение реанимации этой больницы. 29 мая в больнице прошёл консилиум с участием сотрудника израильского медицинского комплекса «Ассута». Было решено отказаться от лечения за границей и продолжать его в Москве. Лечение проводилось под руководством заместителя главврача по реанимации, главного реаниматолога Москвы Дениса Проценко. В какой-то момент были подключены 8 аппаратов искусственного жизнеобеспечения.
2 июня врачи вывели Кара-Мурзу на короткое время из искусственной комы, он узнал жену. Главврач больницы Алексей Свет уточнил, что состояние журналиста стабилизировалось: «Пока рано говорить о значительных успехах, но он сам держит давление, у него стабилизировалась гемодинамика». 3 июня, по словам отца, его сына окончательно привели в сознание, и он, хотя трубка искусственной вентиляции лёгких мешала разговаривать, сказал одну фразу. Только 15 июня Кара-Мурзу смогли перевести из реанимации в терапевтическое отделение. Лишь 5 июля Кара-Мурза настолько окреп, что его смогли вывезти на самолёте в США. Эвакуацию выполняла американская компания US Air Ambulance с тремя посадками: в финляндском Турку, исландском Кеблавике и канадском Сент-Джоне. Эвакуацию, как и лечение, оплатил Михаил Ходорковский, стоимость перевозки оценивается в 100 000 $. В США в течение шести месяцев Владимир проходил курс реабилитации. После возвращения в Россию он какое-то время ходил с тростью.
Кара-Мурза уверен в том, что его отравили в качестве мести за оппозиционную деятельность, в частности, за лоббирование на Западе санкций против российских чиновников в связи с убийством Магнитского, аннексией Крыма и убийством Бориса Немцова. Проведённая во Франции экспертиза установила значительное превышение нормы содержания тяжёлых металлов в организме Кара-Мурзы. В то же время судебно-медицинская экспертиза, проведённая в России по заявлению Кара-Мурзы, не смогла подтвердить, что это было отравление.
В декабре 2015 года Кара-Мурза подал заявление в Следственный комитет РФ, в котором попросил возбудить уголовное дело по ст. 30 и 105 УК РФ (покушение на убийство).
В июле 2015 года Кара-Мурза был избран заместителем председателя Партии народной свободы. Перед парламентскими выборами 2016 года выступал резко против включения в список кандидатов от партии националиста Вячеслава Мальцева. На съезде Партии народной свободы в декабре 2016 года внёс проект резолюции с осуждением решения о включении Мальцева в список и участия в предвыборной кампании партии «лиц, придерживающихся националистических и антисемитских взглядов»; после отклонения проекта большинством съезда Кара-Мурза сложил полномочия заместителя председателя партии и покинул её ряды.
С мая 2016 года — председатель совета Фонда Бориса Немцова за свободу.

#### Второе отравление (2017)

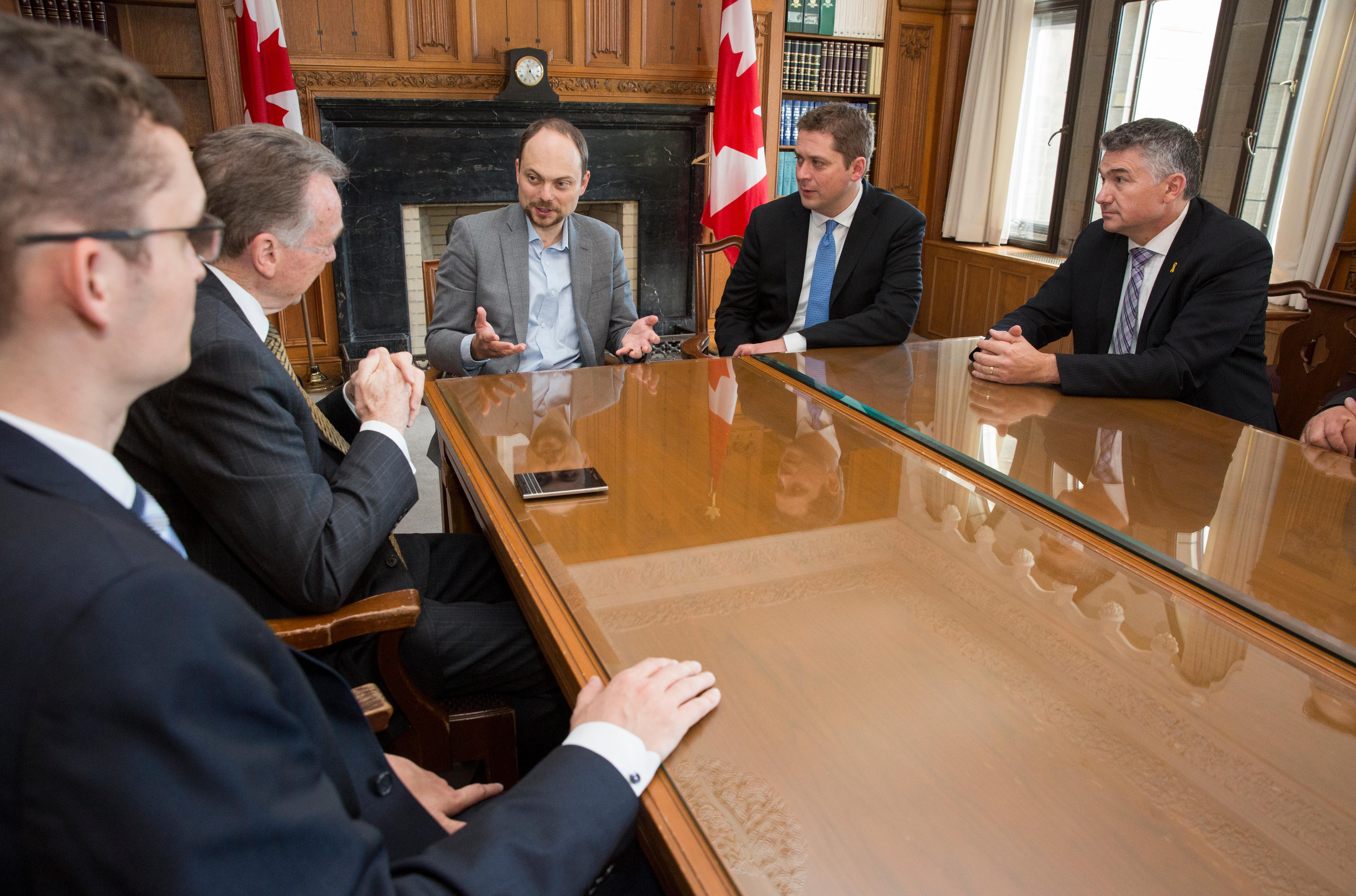
Владимир Кара-Мурза (во главе стола) на встрече с Эндрю Широм, лидером Консервативной партии Канады. 1 июня 2017 года

2 февраля 2017 года Кара-Мурза был госпитализирован в критическом состоянии в Городскую клиническую больницу имени С. С. Юдина с такими же симптомами отравления, что и в 2015 году. В это время директором больницы был Денис Проценко, который спас Кара-Мурзу в 2015 году. 13 февраля Кара-Мурзу перевели из реанимации в терапевтическое отделение. 19 февраля его выписали из больницы, после чего он прошёл курс реабилитации за границей. Пробы крови Кара-Мурзы, а также образцы волос и ногтей были отправлены во Францию, США и Израиль для токсикологического анализа. Осенью 2018 года стало известно, что ФБР отказалось опубликовать результаты проведённых лабораторных анализов.
В апреле 2018 года Следственный комитет РФ (СК) возобновил проверку по факту отравлений Кара-Мурзы. Его адвокат Вадим Прохоров связал пробуждение интереса СК к этому делу с отравлением Скрипалей. 25 мая 2021 года стало известно, что Московское управление СК отказалось возбуждать уголовное дело об отравлениях Кара-Мурзы в 2015 и 2017 годах.
Опубликованное в феврале 2021 года журналистское расследование Bellingcat заявляет о возможной причастности к отравлению Кара-Мурзы в 2015 и 2017 годах и к отравлению Алексея Навального одной и той же группы ФСБ.

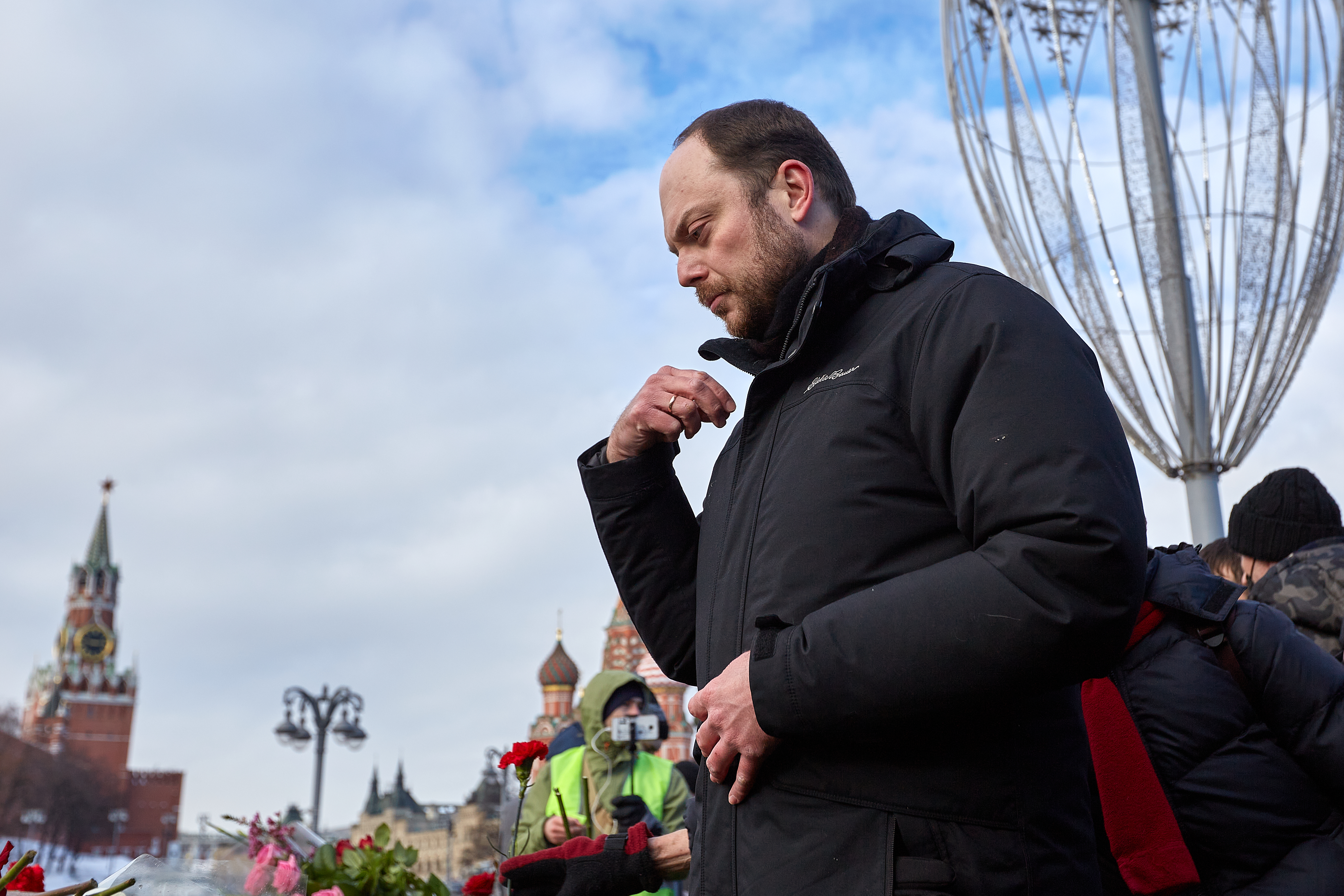
Владимир Кара-Мурза на месте убийства Бориса Немцова. Большой Москворецкий мост, 27 февраля 2021 года

9 октября Московский городской суд поддержал жалобу Владимира Кара-Мурзы на бездействие СК по делу о его отравлениях. Как сообщал сам Кара-Мурза в июле 2023 года, Пресненский районный суд отказал ему в удовлетворении жалобы, но суд апелляционной инстанции отменил решение районного и отправил жалобу на новое рассмотрение в Замоскворецкий районный суд. Сама жалоба касалась отравлений Кара-Мурзы в 2015 и 2017 годах и относилась к тому, что СК, по мнению оппозиционера, не предпринял эффективных действий для расследования обстоятельств этих событий. 22 февраля 2024 года Замоскворецкий районный суд Москвы также отклонил иск Кара-Мурзы к СК. Московский городской суд отклонил апелляционную жалобу Кара-Мурзы на решение Замоскворецкого районного суда.

В июле 2019 года Кара-Мурза занял должность вице-президента фонда «Свободная Россия», созданного российскими гражданами и зарегистрированного в США. ФСР является 16-м в списке организаций, объявленных в Российской Федерации нежелательными.
Никогда, ни при каких обстоятельствах, ни из каких тактических соображений я не смогу поддержать партию, которая гордится этим своим прошлым и лидеры которой каждое 5 марта исправно несут цветочки на могилу палача.
Осенью 2021 года, во время выборов в Государственную думу, Кара-Мурза выступил против «Умного голосования» соратников Алексея Навального из-за нежелания в каком-либо виде поддерживать КПРФ.

#### Тюремное заключение (2022—2024)
С начала российского вторжения на Украину в феврале 2022 года Кара-Мурза является участником Антивоенного комитета России. 11 апреля 2022 года был арестован на 15 суток по обвинению в неповиновении полиции, в рапорте было написано, что он «вел себя неадекватно, изменил траекторию движения», увидев полицейскую машину у своего дома. 22 апреля вывезен на допрос, после чего Басманный районный суд отправил политика в СИЗО. 22 апреля Минюст России внёс Кара-Мурзу в список физических лиц — «иностранных агентов».
17 апреля 2023 года Московский городской суд под председательством Сергея Подопригорова приговорил Владимира Кара-Мурзу к 25 годам лишения свободы по обвинению в государственной измене, в распространении клеветы о российской армии и в сотрудничестве с нежелательной организацией. Защита Кара-Мурзы дважды требовала отвода Подопригорова на том основании, что он не может беспристрастно вести процесс, поскольку по инициативе Кара-Мурзы был включён в «список Магнитского». Однако это ходатайство осталось без удовлетворения. Рассмотрение дела проходило в закрытом режиме под предлогом наличия в деле секретных материалов.
Кара-Мурзу обвинили том, что в нижней палате законодательного собрания американского штата Аризона он «безосновательно обвинил российскую армию в использовании запрещённых средств и методов ведения войны на Украине». Также его обвинили в том, что в октябре 2021 года он провёл в Москве конференцию в поддержку политзаключённых, которая была оплачена фондом Free Russia Foundation. Что касается обвинения в государственной измене, то конкретная формулировка обвинения по этой статье неизвестна, однако в октябре 2022 года адвокат Вадим Прохоров утверждал, что обвинение в госизмене связано с публичными выступлениями Кара-Мурзы с критикой российских властей. Кара-Мурза не признал себя виновным ни по одному из пунктов обвинения. В своём последнем слове он сказал:

Граждане судьи! Я был уверен, что после двух десятилетий в российской политике, после всего, что я увидел и пережил, меня уже ничто не сможет удивить. Должен признаться, что я ошибался. Меня все же удивило, что по степени закрытости и дискриминации стороны защиты мой процесс в 2023 году оставил позади «суды» над советскими диссидентами в 1960‒1970-е годы.
На стадии показаний подсудимого председательствующий напомнил мне, что одним из смягчающих обстоятельств является «раскаяние в содеянном». И хотя веселого вокруг меня сейчас мало, я не смог сдержать улыбку. В содеянном должны раскаиваться преступники. Я же нахожусь в тюрьме за свои политические взгляды. Подписываюсь под каждым словом из тех, которые я говорил и которые вменяются мне в этом обвинении.
Даже сегодня, даже в окружающей нас темноте, даже сидя в этой клетке, я люблю свою страну и верю в наших людей.

Алексей Навальный и ряд других политиков признали приговор политически мотивированным. Посол Великобритании в России Дебора Броннерт, которая присутствовала на некоторых заседаниях суда, выразила поддержку семье Кара-Мурзы и потребовала отменить приговор. 22 апреля 2023 года в Хабаровске прошёл одиночный пикет в поддержку Владимира Кара-Мурзы. Правозащитный центр общества «Мемориал» счёл преследования Владимира Кара-Мурзы по статьям 207.3 ч.2, 275 и 284.1 ч.1, политически мотивированными, а его самого политзаключённым.
31 июля 2023 года первый апелляционный суд оставил вынесенный Владимиру Кара-Мурзе приговор в силе.
В сентябре 2023 года Кара-Мурза был доставлен в ИК-6 в Омской области, где оказался практически сразу помещён в ШИЗО. Адвокат Вадим Прохоров заявил прессе, что у его доверителя поставлен диагноз полинейропатия, по законам России препятствующий отбытию наказания. Защитники политика будут ожидать проведения медицинского обследования в ИК-6, чтобы подтвердить этот диагноз. В тот же день Великобритания заявила о введении санкции против российских судей и прокуроров за их участие в процессе Владимира Кара-Мурзы, который является британцем с двойным гражданством. На следующий день посольство России в Лондоне заявило, что санкции являются попыткой Великобритании вмешаться во внутренние дела России и что эта попытка недопустима.
1 декабря Замоскворецкий суд Москвы оштрафовал Кара-Мурзу на 50 тысяч рублей за нарушение правил ведения отчётности иностранным агентом.
7 декабря 2023 года Австралия объявила о введении санкций против тринадцати сотрудников ФСБ, СК РФ, российских судов и Минюста, связанных, по мнению австралийского руководства, с уголовным преследованием Кара-Мурзы.
31 января 2024 стало известно, что Кара-Мурзу перевели в единое помещение камерного типа. По его утверждению, причиной стал отказ вставать по команде «подъём», которую не включили. Состояние здоровья Владимира в связи с этой и другими подобными «мерами воздействия» ухудшилось.
12 апреля 2024 года Советский районный суд Омска оштрафовал Кара-Мурзу на 30 тысяч рублей за отсутствие маркировки иноагента на постах в социальных сетях. 22 мая апелляционный суд оставил жалобу на этот приговор без удовлетворения. 17 апреля 2024 года Верховный Суд РФ отложил на неопределённый срок рассмотрение кассационной жалобы Кара-Мурзы на приговор по его уголовному делу. 14 мая 2024 года приговор был оставлен в силе Верховным Судом.
23 мая 2024 года стало известно, что суд Советского районного суда принял к производству материалы от омского Роскомнадзора, открыв новое судебное дело по отсутствию маркировки иноагента на публикациях Кара-Мурзы, 19 июня суд вновь оштрафовал Кара-Мурзу за отсутствие маркировки иноагента. По версии суда, Кара-Мурза из заключения распространял материалы через мессенджер Telegram. Сам Кара-Мурза построил свою защиту на том, что не считает себя иноагентом.
20 июня Кара-Мурза был переведён в помещение камерного типа на полгода за то, что несколько секунд держал руки не за спиной, когда подошёл к месту, где по внутренним правилам необходимо положить шапку. Ориентировочно 5 июля Владимир Кара-Мурза был переведён из ПКТ в тюремную больницу. В общей сложности провёл в одиночной камере 10 месяцев.

#### Освобождение (2024)

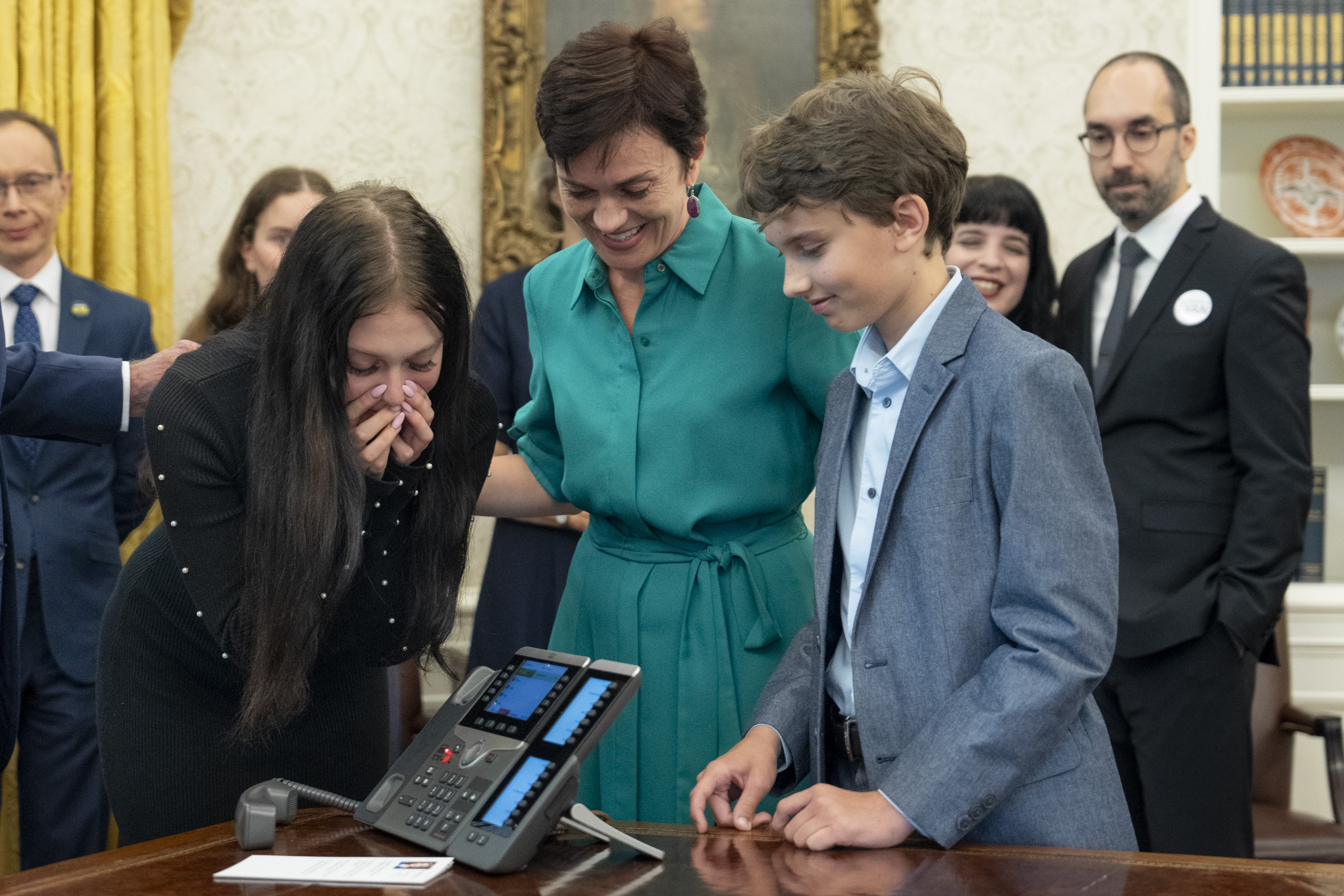
Супруга и дети Владимира Кара-Мурзы говорят с ним по телефону сразу после его освобождения из колонии. Овальный кабинет, 1 августа 2024 года

1 августа 2024 года освобождён в рамках обмена заключёнными между Россией и Западом. В первом после освобождения телефонном разговоре со своей семьёй, которая в это время находилась в Овальном кабинете, Кара-Мурза сказал, что был уверен, что умрёт в тюрьме. После обмена Кара-Мурза прибыл в Бонн.
2 августа 2024 года Кара-Мурза на пресс-конференции в Бонне описывал обстоятельства обмена. Политик летел из России в «кальсонах, исподней майке и в резиновых тапочках для душа», пересекал границу по внутреннему паспорту, заграничный и справку об освобождении никому не выдали. Кара-Мурза заявил, что его заставляли писать обращение к президенту с просьбой о помиловании, но он отказался. Он отметил, что 61 статья Конституции РФ запрещает высылку граждан РФ без их согласия, а он такого согласия не давал. Политик четыре раза процитировал слова Владимира Буковского: «Ни посадить по закону не могут, ни освободить. Весёлое государство, не соскучишься».

## Семья

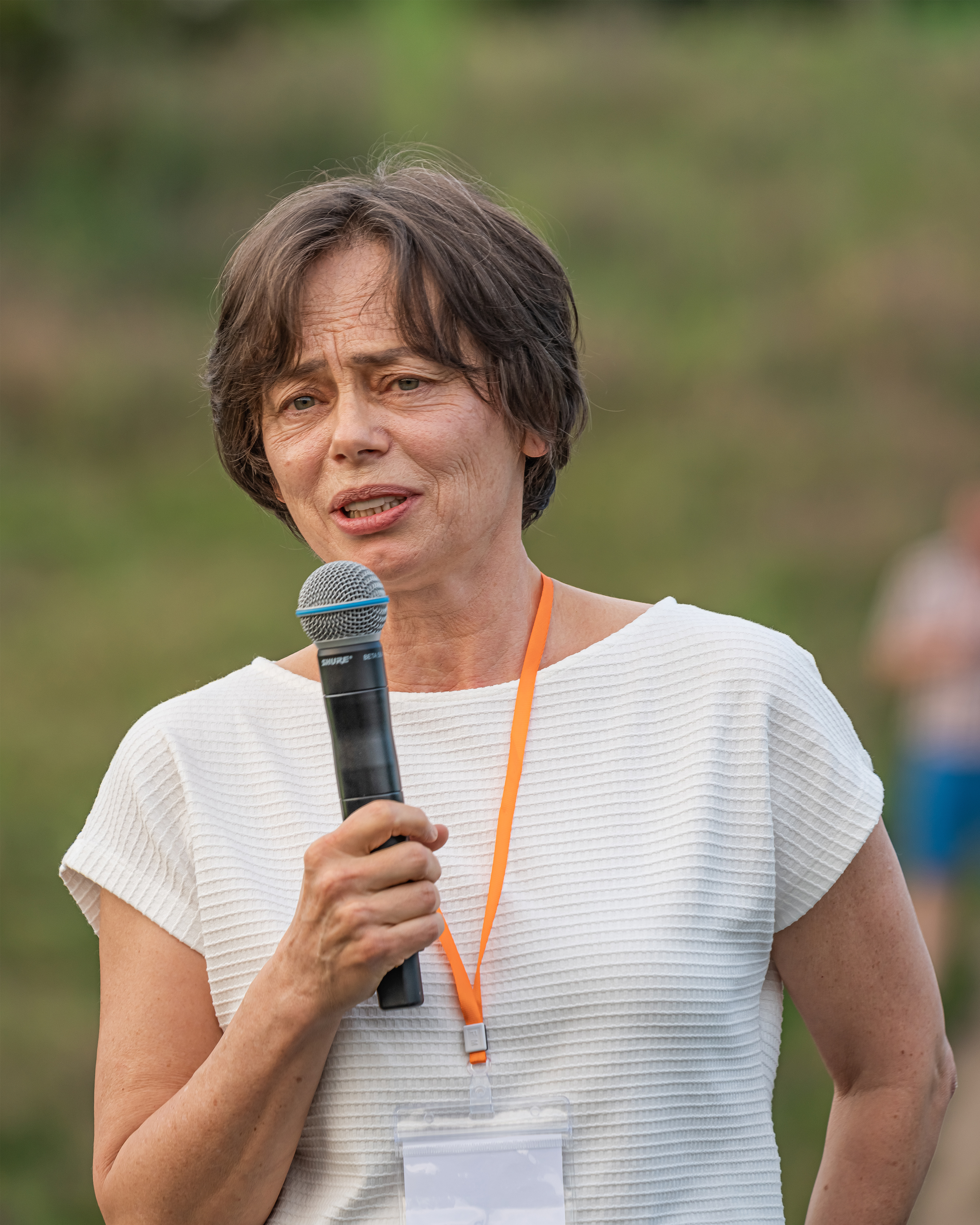
Елена Гордон, Берлин, 7.08.2024

Мать — Елена Гордон. Отец — Владимир Кара-Мурза - старший, журналист, известный по работе на НТВ в 1990-х годах. Брат философа Алексея Кара-Мурзы, двоюродный брат учёного Сергея Кара-Мурзы. Его дед, Сергей Кара-Мурза, — армяно-григорианского вероисповедания, был адвокатом, публицистом и председателем Российского общества друзей книги. Отец, Алексей Кара-Мурза, был историком и фронтовым журналистом.  Мать Майя Вольдемаровна, урождённая Бисенек, дочь латвийского революционера Вольдемара Бисениекса, брата политика и дипломата, первого посла Латвии в Великобритании Георга Бисениекса и латвийского агронома и общественного деятеля Яниса Бисениекса (1864—1923).
Жена — Евгения Кара-Мурза, урождённая Куликова (род. 1980), лингвист, политический активист, в настоящее время[какое?] живёт в США. Познакомились в 5 классе школы. Трое детей: Екатерина (род. 2006), Софья (род. 2009) и Даниил (род. 2011) .
|                     |                     |                     |                     |                     |                     |  |  | Сергей Георгиевич (1878—1956) |                     |                     |                     |                     |                     |  |  |                      |                      |                      |                      |                      |                      |  |  |  |  |  |  |  |  |  |  |  |  |  |  |  |  |
|                     |                     |                     |                     |                     |                     |  |  |                               |                     |                     |                     |                     |                     |  |  |                      |                      |                      |                      |                      |                      |  |  |  |  |  |  |  |  |  |  |  |  |  |  |  |  |
|                     |                     |                     |                     |                     |                     |  |  |                               |                     |                     |                     |                     |                     |  |  |                      |                      |                      |                      |                      |                      |  |  |  |  |  |  |  |  |  |  |  |  |  |  |  |  |
| Георгий (1906—1945) | Георгий (1906—1945) | Георгий (1906—1945) | Георгий (1906—1945) | Георгий (1906—1945) | Георгий (1906—1945) |  |  | Алексей (1914—1988)           | Алексей (1914—1988) | Алексей (1914—1988) | Алексей (1914—1988) | Алексей (1914—1988) | Алексей (1914—1988) |  |  |                      |                      |                      |                      |                      |                      |  |  |  |  |  |  |  |  |  |  |  |  |  |  |  |  |
| Георгий (1906—1945) | Георгий (1906—1945) | Георгий (1906—1945) | Георгий (1906—1945) | Георгий (1906—1945) | Георгий (1906—1945) |  |  | Алексей (1914—1988)           | Алексей (1914—1988) | Алексей (1914—1988) | Алексей (1914—1988) | Алексей (1914—1988) | Алексей (1914—1988) |  |  |                      |                      |                      |                      |                      |                      |  |  |  |  |  |  |  |  |  |  |  |  |  |  |  |  |
|                     |                     |                     |                     |                     |                     |  |  |                               |                     |                     |                     |                     |                     |  |  |                      |                      |                      |                      |                      |                      |  |  |  |  |  |  |  |  |  |  |  |  |  |  |  |  |
| Сергей (род. 1939)  | Сергей (род. 1939)  | Сергей (род. 1939)  | Сергей (род. 1939)  | Сергей (род. 1939)  | Сергей (род. 1939)  |  |  | Алексей (род. 1956)           | Алексей (род. 1956) | Алексей (род. 1956) | Алексей (род. 1956) | Алексей (род. 1956) | Алексей (род. 1956) |  |  | Владимир (1959—2019) | Владимир (1959—2019) | Владимир (1959—2019) | Владимир (1959—2019) | Владимир (1959—2019) | Владимир (1959—2019) |  |  |  |  |  |  |  |  |  |  |  |  |  |  |  |  |
| Сергей (род. 1939)  | Сергей (род. 1939)  | Сергей (род. 1939)  | Сергей (род. 1939)  | Сергей (род. 1939)  | Сергей (род. 1939)  |  |  | Алексей (род. 1956)           | Алексей (род. 1956) | Алексей (род. 1956) | Алексей (род. 1956) | Алексей (род. 1956) | Алексей (род. 1956) |  |  | Владимир (1959—2019) | Владимир (1959—2019) | Владимир (1959—2019) | Владимир (1959—2019) | Владимир (1959—2019) | Владимир (1959—2019) |  |  |  |  |  |  |  |  |  |  |  |  |  |  |  |  |
|                     |                     |                     |                     |                     |                     |  |  |                               |                     |                     |                     |                     |                     |  |  | Владимир (род. 1981) |                      |                      |                      |                      |                      |  |  |  |  |  |  |  |  |  |  |  |  |  |  |  |  |

## Награды
- 10 октября 2022 года Владимир Кара-Мурза стал лауреатом премии имени Вацлава Гавела[123].
- Крест «За заслуги» II класса (8 ноября 2022 года, Министерство иностранных дел Эстонии)[124].
- В 2024 году стал лауреатом Пулитцеровской премии в номинации «За комментарий» за «пассионарные колонки, написанные с большим риском для жизни, будучи в тюремной камере, предупреждающие о последствиях инакомыслия и настаивающие на демократическом будущем своей страны»[5].

## Сочинения
- Реформы или революция : к истории попытки образовать ответственное министерство в I Государственной Думе — М.: Российская объединённая демократическая партия «Яблоко», 2011. — 126, [9] с. : ил., портр. ISBN 978-5-85691-074-1

### Избранная публицистика
- «Свобода нуждается в защите всех мыслящих людей…» 21 мая — день рождения А. Д. Сахарова («Правое дело», 21.05.2003)
- Путинский курс — прорыв или тупик? (в соавторстве с Б. Немцовым) («Независимая газета», 23.05.2003)
- Об угрозе путинизма (в соавторстве с Б. Немцовым) («Независимая газета», 22.01.2004)
- Президент, выбравший свободу («Ежедневный журнал», 23.04.2007)
- «Чтобы никто не мог сказать: я не знал…» (К выходу переиздания книги Владимира Буковского «И возвращается ветер…») («Независимая газета», 02.11.2007)
- 2 декабря — день гражданского протеста («Ежедневный журнал», 30.11.2007)
- Шанс на сопротивление («Ежедневный журнал», 26.12.2007)
- О пользе исторических фактов, или В защиту Павла Милюкова («Ежедневный журнал», 05.11.2008)
- Со Сталиным в сердце («Ежедневный журнал», 03.03.2009)
- Russians Want Democracy («Уолл-стрит джорнал», 15.09.2009)
- Putin’s Desperate Crackdown («Уолл-стрит джорнал», 05.08.2010)
- Russia’s Rigged Election («Уолл-стрит джорнал», 28.06.2011)
- «Ничто не изменилось, борьба продолжается» («Эхо Москвы», 23.12.2011)
- Первое вашингтонское предупреждение («Новая газета», 13.06.2012)
- Blacklisted by the Kremlin («Вашингтон пост», 27.07.2012)
- Некруглая дата. Забытые уроки Августа-1991 (Институт современной России, 22.08.2012)